# 14684 Reyes
14684 Reyes eller 1999 XQ167 är en asteroid i huvudbältet som upptäcktes den 10 december 1999 av LINEAR i Socorro County, New Mexico. Den är uppkallad efter Cynthia L. Reyes.